# Kaletnik (Łódź)
Kaletnik [pronunciación en polaco: /kaˈlɛtnik/ Es un pueblo en el distrito administrativo de Gmina Koluszki, dentro del Distrito de Łódź Oriental, Voivodato de Łódź, en Polonia central. Se encuentra aproximadamente 4 kilómetros al sur de Koluszki y 24 kilómetros al este de la capital de la región, Łódź.